# Metoxypilus werneri
Metoxypilus werneri är en bönsyrseart som beskrevs av Max Beier 1929. Metoxypilus werneri ingår i släktet Metoxypilus och familjen Amorphoscelidae. Inga underarter finns listade i Catalogue of Life.